# 斯米舞蛛
斯米舞蛛（学名：Alopecosa schmidti）为狼蛛科舞蛛属的动物。分布于古北区以及中国大陆的甘肃等地。该物种的模式产地在欧洲。